# Kappel-Grafenhausen
Kappel-Grafenhausen ist eine Gemeinde im Ortenaukreis in Baden-Württemberg. Die Doppelgemeinde besteht aus den ehemaligen selbstständigen Gemeinden Kappel am Rhein und Grafenhausen (Baden).

## Geografie

### Geografische Lage
Kappel-Grafenhausen liegt in der Oberrheinischen Tiefebene und ist in zwei benachbarte Ortsteile gegliedert.
Das westlich gelegene Kappel ist ein Haufendorf, welches sein historisches Zentrum am Rande der Rheinauen auf dem Hochufer des Rheines hat. Das Dorf wird von der Elz durchflossen. Die Gemarkung des Ortsteils selbst stößt zwar durchaus auch an den Rhein, ein großer Teil der von Kappel aus zugänglichen Rheinauen ist aber Eigentum der linksrheinischen und damit französischen Stadt Rhinau und bildet das gemeindefreie Gebiet Rheinau.
Das östliche gelegene Grafenhausen ist ein Straßendorf, welches entlang der alten Rheinstraße zwischen Kappel und Ettenheim, die beide deutlich älter sind, errichtet wurde. Das Dorf liegt in dem ehemals sumpfigen Bruchgebiet zwischen dem Hochufer des Rheins und der Vorbergzone, dem Beginn der sog. Kinzig-Murg-Rinne, welches durch Westumleitung der von Ettenheim herkommenden und einst nach Norden fließenden Unditz (heute „Ettenbach“) und durch aufwändige Melioration trockengelegt wurde.
Darüber hinaus umfasst das Gemeindegebiet eine Exklave am oberen Ende des Münstertales östlich von Ettenheimmünster. Dabei handelt es sich um ein unbewohntes Waldgebiet im Schwarzwald, das nach Auflösung der aus dem Spätmittelalter herrührenden Ettenheimer Waldgenossenschaft im 19. Jahrhundert an die Orte Kappel und Grafenhausen kam.

### Nachbargemeinden
Die Gemeinde grenzt im Norden an Schwanau, im Osten an die Stadt Mahlberg, im Südosten an die Stadt Ettenheim, im Süden an Ringsheim und Rust und im Westen an das gemeindefreie Gebiet Rheinau, sowie die elsässische Gemeinde Rhinau (vormals „Rheinau“). Im Schwarzwald liegt eine ausschließlich forstwirtschaftlich genutzte Exklave der Gemeinde, die im Uhrzeigersinn an Ettenheim, Ringsheim und  Schuttertal angrenzt.

### Gemeindegliederung
Kappel-Grafenhausen besteht aus den ehemaligen Gemeinden Kappel am Rhein und Grafenhausen, zu denen jeweils nur die gleichnamigen Dörfer gehören. Auf der Gemarkung Grafenhausen in Richtung von Ringsheim befand sich die Wüstung Reichenweier und auf derjenigen von Kappel der abgegangene Weiler Adelnhofen und die ehemalige Siedlung Trisloch, die keltischen Ursprungs gewesen sein soll.

## Geschichte

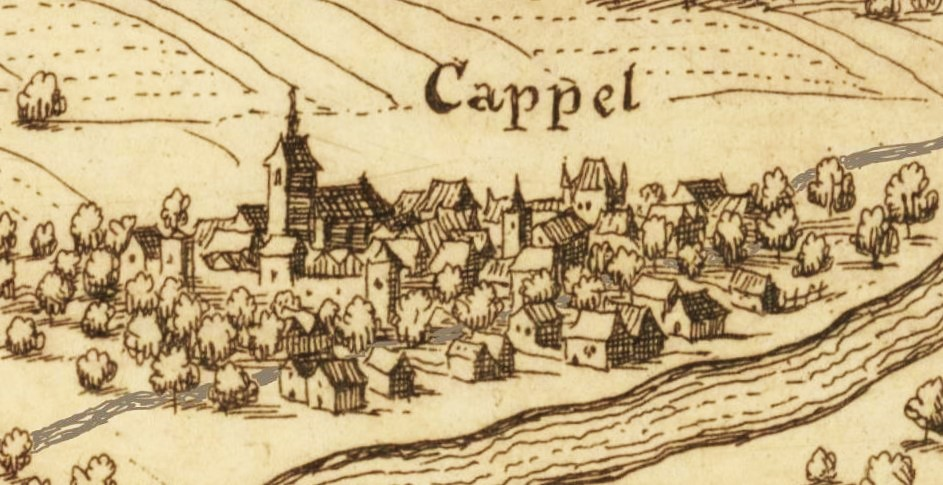
Ansicht von Kappel im Jahre 1637, vor der Zerstörung bei der Schlacht von Wittenweier im Dreißigjährigen Krieg

Kappel wurde im Jahre 1219 erstmals urkundlich erwähnt, als der Straßburger Bischof Heinrich II. mit dem königlichen Vogt Straßburgs, Anselm von Rheinau, einen Vertrag über den Rückfall des Lehens Rheinau und Kappel nach dessen Tode an den Bischof schloss. Der Ort ist allerdings schon viel früher aus einer Ansiedlung von Fischern und Bauern an der am Hochufer vorbeifließenden Elz und in unmittelbarer Nähe des alten Rheinübergangs entstanden. Der Sage nach soll der heilige Fridolin bei seinem pastoralen Wirken in und um Straßburg zu Beginn des siebten Jahrhunderts den hier lebenden Alemannen Trost bei einem schweren Hochwasser gespendet und ihnen den christlichen Glauben gebracht haben. In der Folge muss auch bald ein erstes Kirchlein – wohl als Eigenkirche der lokalen alemannischen Herrenfamilie – errichtet worden sein. Die für den Ort namensgebende „Capella“, so ist anzunehmen, ist aber erst um 750 entstanden, als die Franken nach Enteignung der alemannischen Herren hier wohl eine Urpfarrei auf Königsgut errichtet haben. Die Überreste eines spätrömischen Gutshofes (villa rustica) weisen auf eine schon frühe landwirtschaftliche Nutzung des Hochgestades bei Kappel hin. Die ersten wesentlichen geschichtlichen Spuren stammen von drei bedeutenden keltischen Fürstengräbern aus der Zeit von 620 bis 550 v. Chr. und einer keltischen Ansiedlung.
Grafenhausen fand seine Erstnennung in Zusammenhang mit einer Schenkung zugunsten des Klosters St. Peter im Schwarzwald im Jahr 1111, deren Zeuge im Kreise von Zähringer Gefolgsleuten auch ein Adalbero de Grabenhusen war. Keimzelle des Ortes war der südlich am heutigen Lauf des Ettenbachs gelegene „Hof zum Graben“, ein Meyerhof aus fränkischer Zeit, der im zehnten und elften Jahrhundert im Besitz des Straßburger Bischofs war. Nachdem der Ettenbach (ehemals der Oberlauf der Unditz, die westlich von Orschweier nach Norden in den heutigen Kaiserwald lief) durch den „unduz graben“ direkt in Richtung Rhein geleitet wurde, war die Voraussetzung geschaffen zur Urbarmachung des sumpfigen Bruchgebietes zwischen den Ausläufern der Vorbergzone bei Orschweier und Mahlberg einerseits und dem Hochufer bei Kappel andererseits. Für die Besiedlung wie auch für den Fortbestand von "Grauvinhusen" (1225) war der teilweise heute noch vorhandene Dorfgraben von entscheidender Bedeutung.
Die beiden selbständigen Gemeinden Kappel am Rhein und Grafenhausen wurden im Zuge der Gemeindereform in Baden-Württemberg am 1. Juli 1974 vereinigt.
Nach Unregelmäßigkeiten bei der Bürgermeisterwahl 2006, die Armin Klausmann gewann, entschied der Verwaltungsgerichtshof Mannheim, dass die Wahl wiederholt werden musste. 2007 zog Klausmann sein Verfahren vor dem Bundesverwaltungsgericht zurück und verzichtete auf das Amt des Bürgermeisters, im Gegenzug stellte das Landratsamt das eingeleitete Disziplinarverfahren ein.

## Religionen
Da die Reformation in den damals zum Straßburger Hochstift gehörenden Orten Kappel und Grafenhausen nicht Fuß fassen konnte, sind sie auch heute noch vorwiegend römisch-katholisch geprägt. Es gibt in beiden Orten je eine katholische Kirchengemeinde. Für die evangelischen Einwohner ist die Gemeinde in Mahlberg zuständig. Seit 2002 unterhält sie einen Betsaal in Grafenhausen.

## Politik

### Gemeinderat

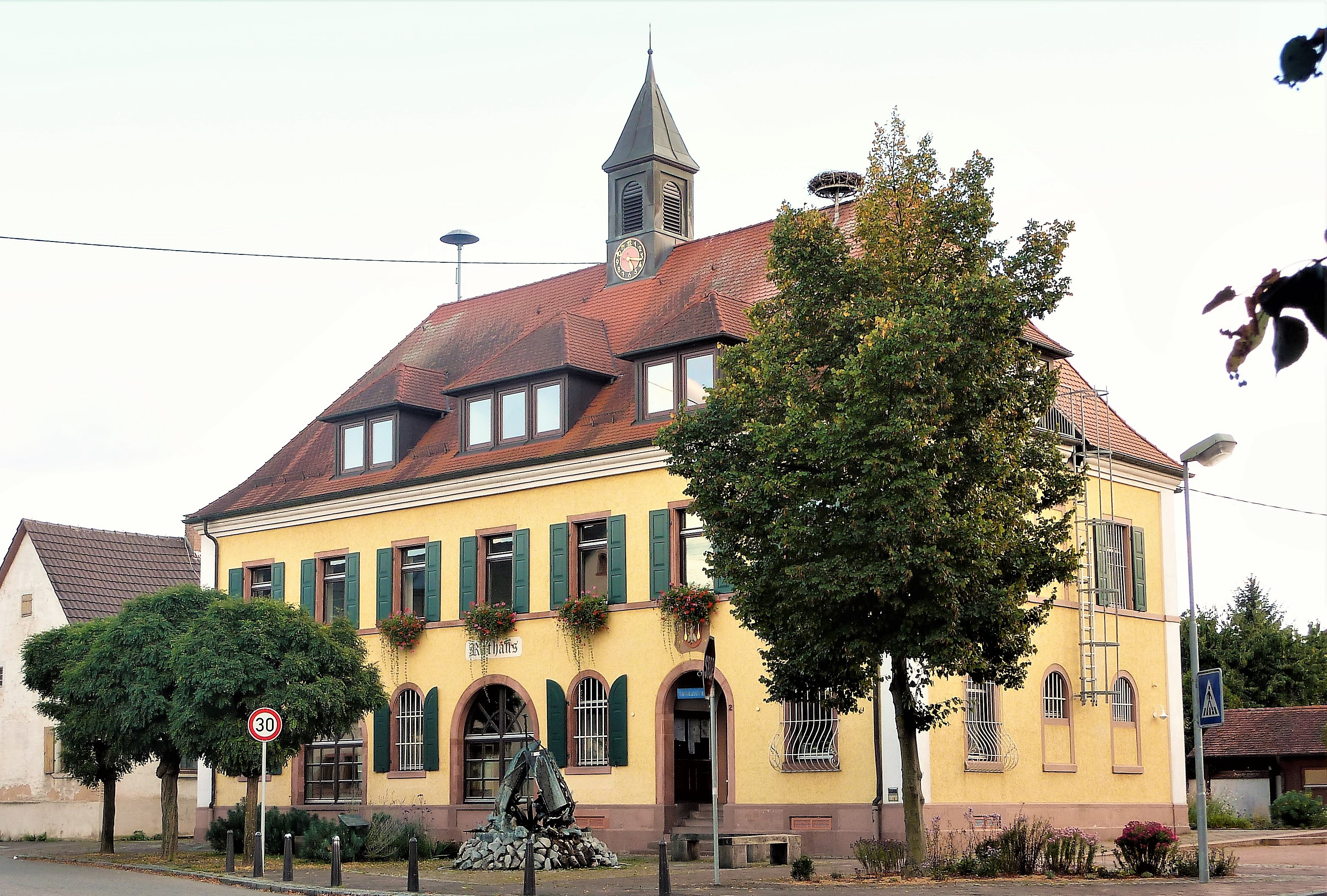
Rathaus von Kappel, Sitz der Gemeindeverwaltung

Die Kommunalwahl vom 9. Juni 2024 führte bei einer Wahlbeteiligung von 61,25 % (2019 53,7 %) zu folgendem Ergebnis (mit Unterschieden zur vorigen Kommunalwahl 2019):
| Partei / Liste          | Stimmenanteil | +/− %p   | Sitze | +/−  |
| CDU                     | 29,68 %       | - 25,12  | 4     | - 4  |
| Pro Kappel-Grafenhausen | 67,54 %       | + 67,54  | 10    | ± 10 |
| AfD                     | 2,78 %        | + 2,78 % | 0     | ± 0  |

### Bürgermeister
Bürgermeister ist seit dem 1. März 2024 Philipp Klotz. Zum Zeitpunkt des Amtsantritts war er der jüngste hauptamtliche Bürgermeister Deutschlands. Klotz wurde am 3. Dezember 2023 mit 58,8 Prozent der Stimmen gewählt. Sein Vorgänger war von 2008 bis 2024 war Jochen Paleit.

### Verwaltungsgemeinschaft
Die Gemeinde gehört der Vereinbarten Verwaltungsgemeinschaft der Stadt Ettenheim an.

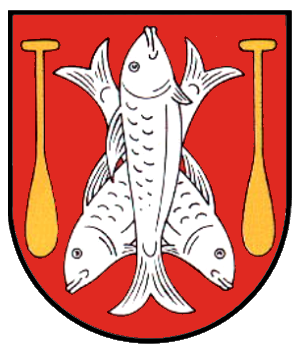
Kappel
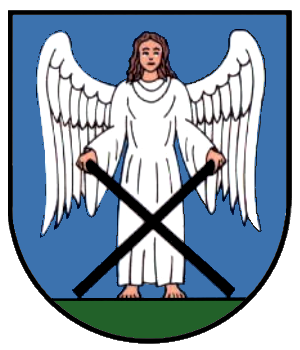
Grafenhausen

### Wappen
Das Wappen der Gemeinde ist eine Kombination der Wappen der ehemals selbständigen Gemeinden Kappel und Grafenhausen. Das Wappen von Kappel zeigte auf rotem Grund drei übereinander liegende silberne Fische, flankiert von zwei goldenen Rudern, und verwies somit auf die frühere Bedeutung der Fischerei in dieser Gemeinde. Das Wappen von Grafenhausen zeigte auf blauem Grund einen auf grünem Untergrund stehenden silbernen Engel, der vor sich ein schwarzes Andreaskreuz hält.

### Gemeindepartnerschaften
Kappel-Grafenhausen unterhält eine Partnerschaft mit der französischen Gemeinde Rhinau im Elsass.

## Kultur und Sehenswürdigkeiten

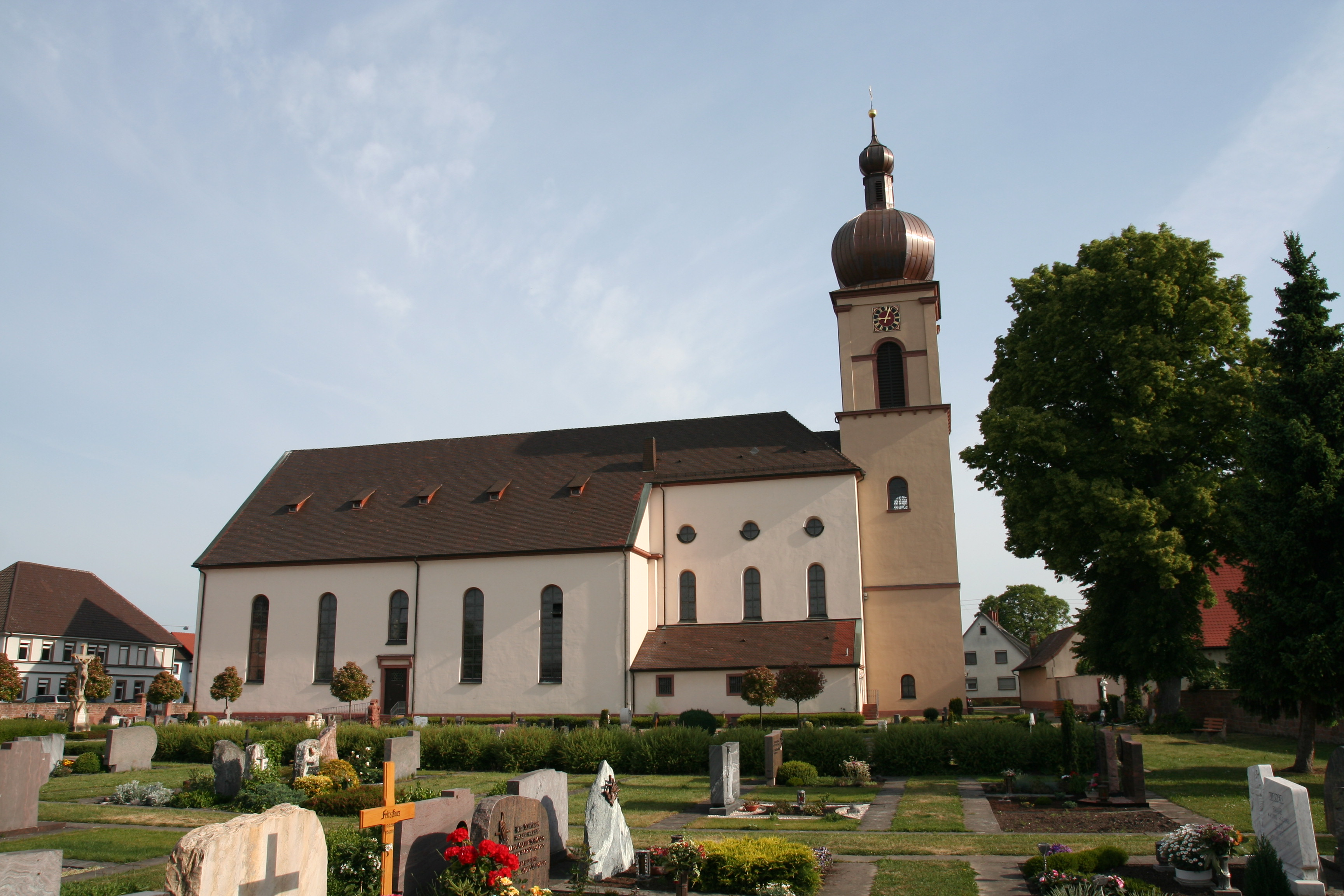
St. Cyprian und Justina in Kappel

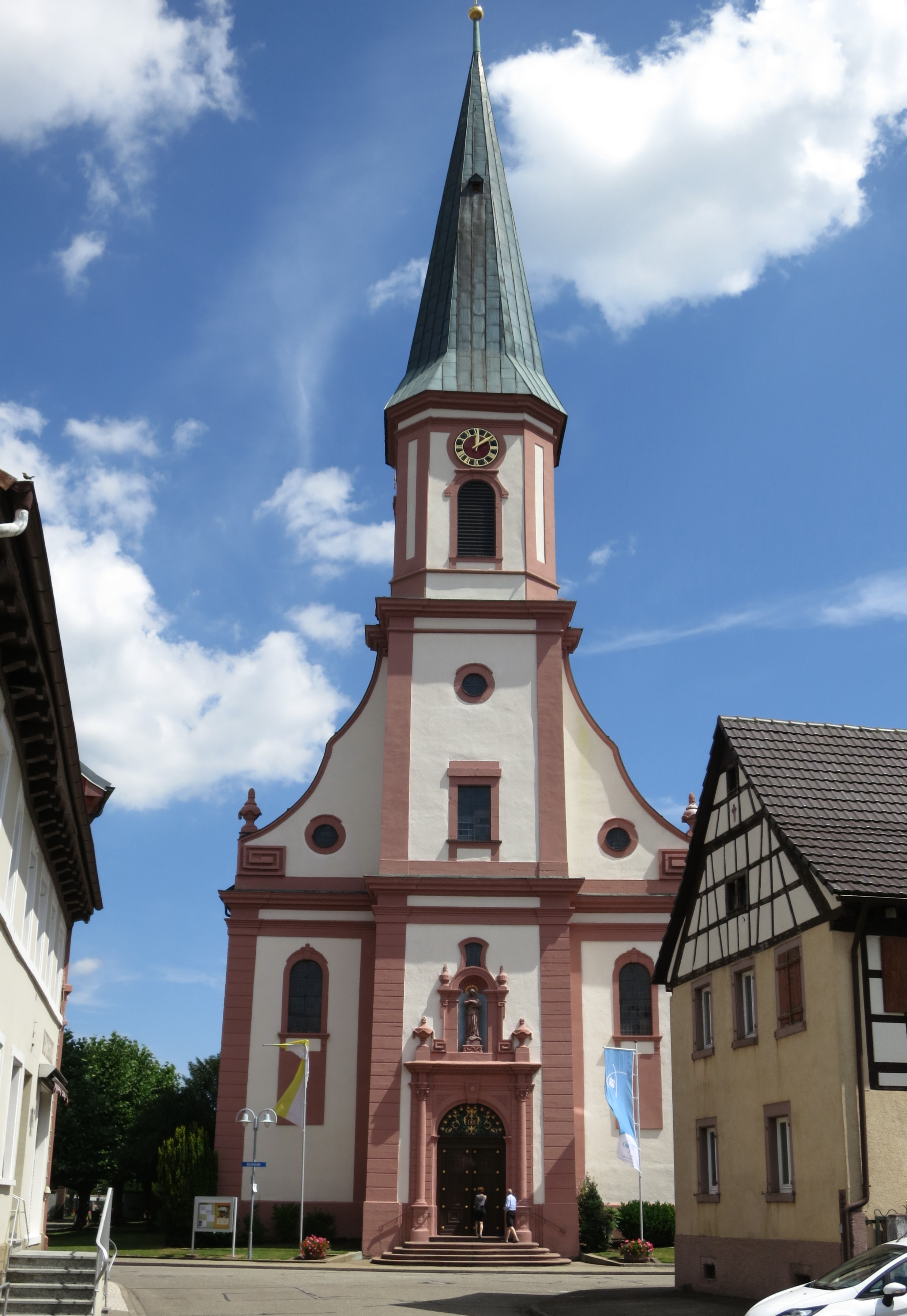
St. Jakobus in Grafenhausen

### Kirchen
In den beiden Orten der Gemeinde befinden sich zwei sehenswerte Kirchen:
- Die katholische Pfarrkirche in Kappel St. Cyprian und Justina wurde in den Jahren 1730–1733 erbaut, aber erst 1737 am gleichen Tag wie die Ruster Kirche vom Weihbischof des Straßburger Bistums geweiht. Nachdem sie die schnell wachsende Gemeinde nicht mehr aufnehmen konnte, wurde die Kirche 1826–1828 nach Plänen des Weinbrennerschülers Hans Voß umgebaut und erweitert. Dabei blieb das bisherige Langhaus als Chor bestehen, und ein neues, größeres Langhaus sowie ein neuer Turm wurden angebaut.[16] Nach Zerstörung am Ende des Zweiten Weltkriegs wurde sie von 1947 bis 1949 unter der Leitung des Freiburger Architekten Gregor Schroeder leicht verändert wieder aufgebaut, wobei die klassizistische Gestalt, die Voß der Kirche gegeben hatte, erhalten blieb. 1955 wurden die Glocken des neuen fünfstimmigen Geläutes geweiht, das von dem bedeutenden Heidelberger Glockengießer Friedrich Wilhelm Schilling geschaffen wurde.[17]
- Die katholische Pfarrkirche St. Jakobus in Grafenhausen wurde von 1787 bis 1789 vom Freiburger Baumeister Anton Hirschbühl erbaut und enthält neben barocken Formen auch Elemente des Klassizismus.[18] Auch diese Kirche wurde im Zweiten Weltkrieg beschädigt und ab 1951 wieder instand gesetzt. Sie beherbergt eine spätbarocke Orgel des Orgelbaumeisters Blasius Schaxel, die 1890 von Orgelbauer August Merklin um vier Register und ein zweites Manual erweitert wurde. Älteste und größte Glocke des vierstimmigen Geläutes ist die 1767 von Matthäus Edel in Straßburg gegossene Jakobus-Glocke.[19]

### Museen
Im Ortsteil Grafenhausen befindet sich eine historische Ölmühle mit einer einzigartigen Mühlentechnik aus dem 17. Jahrhundert. Die Mühle beherbergt zudem ein kleines Bauernmuseum.

### Naturdenkmäler
Das Naturschutzgebiet Taubergießen liegt zwischen Kappel-Grafenhausen und dem Rhein.

## Wirtschaft und Infrastruktur

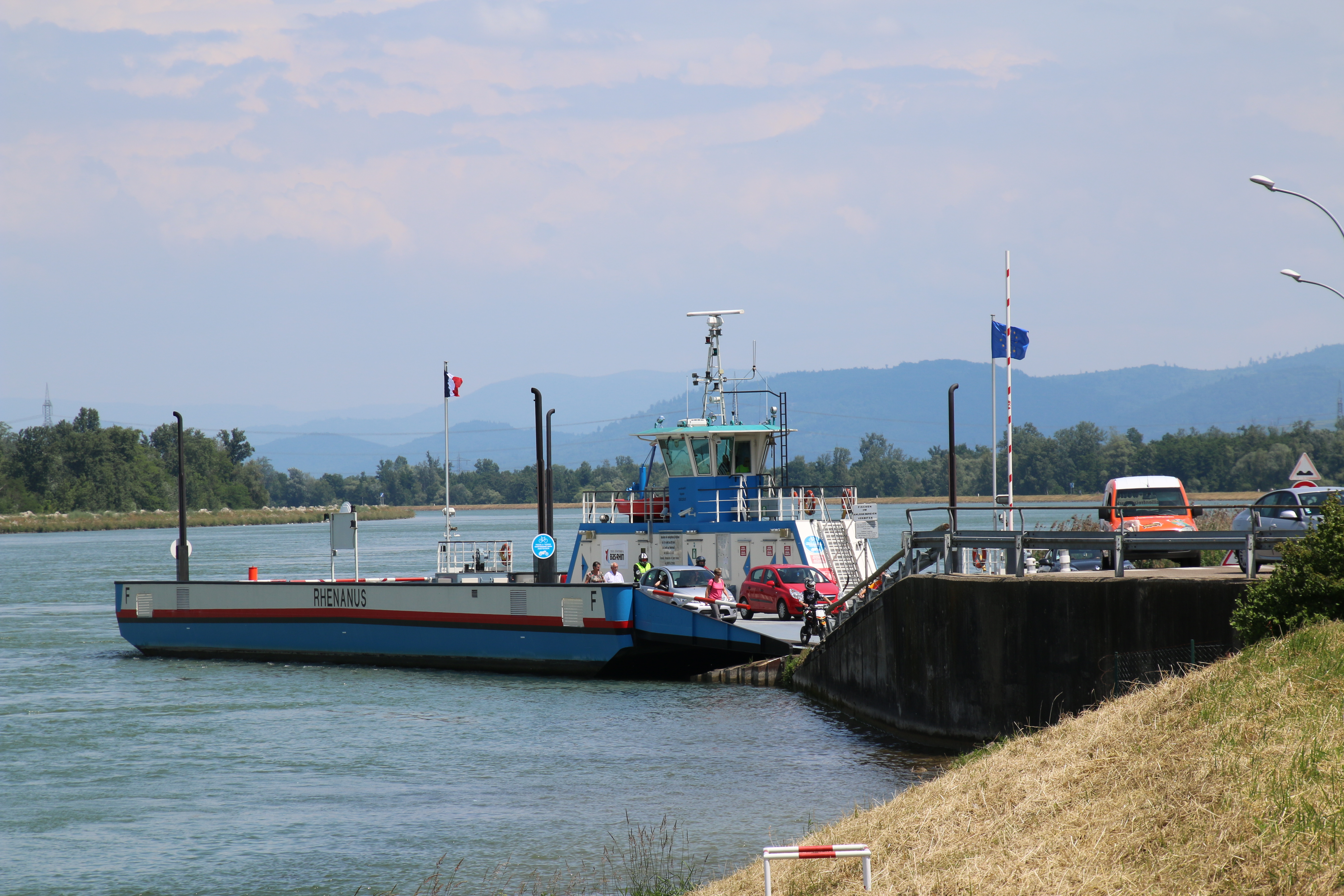
Rheinfähre Kappel/Rhinau

Kappel-Grafenhausen zählt zur Wirtschaftsregion Offenburg/Ortenau (WRO).
Die Gemeinde ist traditionell Industriestandort. Beide Ortsteile profitierten maßgeblich von der Anbindung an die Eisenbahn im 19. Jahrhundert., der Ortsteil Kappel verfügte schon früh über eine Versorgung mit elektrischem Strom über eine örtliche Mühle an der Elz. Mit dem Anschluss an die Autobahn A 5 wurde der Standort Grafenhausen zunehmend attraktiv. so befinden sich in Grafenhausen mehrere Betriebe der Produktion, Logistik und Dienstleistungen. Auch die Bauindustrie bevorzugt die günstige Lage. So befindet sich an der A5 (Gewerbegebiet „Kleinoberfeld III“) der Standort „FertighausWelt Schwarzwald“. Die Nähe zum nahegelegenen Schwarzwald mit der Ressource Holz ist ebenfalls vorteilhaft: In Kappel-Grafenhausen befinden sich mehrere Betriebe der Holz- und Papierindustrie.  
Die Nähe zu den touristischen Zielen Europa-Park, Naturschutzgebiet Taubergießen und Schwarzwald macht Kappel-Grafenhausen touristisch attraktiv. Dies schlägt sich in Hotels, Gaststätten und Pensionen nieder. Direkt an der Grenze zum Elsaß liegt das eigene touristische Ziel Freizeitpark Funny World. 

### Verkehr

#### Straße
Kappel-Grafenhausen liegt ein bis drei Kilometer von der Anschlussstelle Ettenheim der Bundesautobahn 5 entfernt. Die Bundesstraße 3 (Buxtehude–Weil am Rhein) ist bei einer Entfernung von zwei bis vier Kilometern ebenfalls gut erreichbar.
Die Gemeinde liegt an zwei Landstraßen: in Nord-Süd-Richtung verbindet die L 104 die Gemeinde in die Richtungen Kehl und Kaiserstuhl, in Ost-West-Richtung verbindet die L 103 die Gemeinde mit dem Schwarzwald und dem Rhein. An deren westlichen Ende ist die Gemeinde durch die Fähre „Rhenanus“ mit der elsässischen Nachbargemeinde Rhinau verbunden.

#### Öffentlicher Verkehr
Die nächsten Fernbahnhöfe mit Taktverkehr sind Offenburg und Freiburg. Auch in Ringsheim halten einzelne Fernzüge der Gattung Eurocity-Express. Der nächste Regionalbahnhof ist Orschweier (Stadt Mahlberg) an der Rheintalbahn Karlsruhe–Basel. Ab dem 22. Dezember 1893 hatte Kappel durch die Lokalbahn Rhein–Ettenheimmünster einen Eisenbahnanschluss, der jedoch nach dem Ende des Ersten Weltkrieges einen Einschnitt (Stilllegung der Strecke an den Rhein) erfuhr. Planungen vor dem Kriegsbeginn 1914 hatten sogar eine Verbindung mit der Überlandstraßenbahn im heute französischen Rhinau/Elsass (1871 bis 1918 Reichsland Elsaß-Lothringen) und weiter nach Straßburg vorgesehen. Die Bahntrasse ist teils überbaut; eine Reaktivierung ist nicht geplant.
Im benachbarten Rust halten mehrere Fernbuslinien. Kappel-Grafenhausen ist mittels zweier Buslinien angebunden. Regelmäßiger Verkehr besteht in Kappel und Grafenhausen mit der Buslinie 113 in Richtung Rust und in Richtung Lahr via Orschweier, Ettenheim, Mahlberg und Kippenheim. Die Buslinie 271 verbindet Kappel mit Rust und Straßburg via Wittenweier, Nonnenweier, Erstein, Plobsheim, Eschau und Illkirch-Graffenstaden.

#### Flugverkehr
Kleinflugzeuge können nach Anmeldung auf dem Flugplatz Altdorf-Wallburg in der Nachbargemeinde Ettenheim landen. In nahegelegenen Lahr gibt es den Flughafen Lahr. Nächstgelegene internationale Flughäfen sind Straßburg und Basel.

### Bildung
In beiden Ortsteilen gibt es jeweils eine Grund- und Hauptschule, nämlich die Taubergießen-Schule in Kappel und die Ferdinand-Ruska-Schule in Grafenhausen. Realschule und Gymnasium befinden sich in der Nachbarstadt Ettenheim. Es gibt zwei kommunale und einen katholischen Kindergarten.
Im Ortsteil Kappel gab es 2012 bis 2017 auch eine bilinguale Schule des A.B.C.M. Zweisprachigkeit.

## Persönlichkeiten

### Ehrenbürger
- Wilhelm Keller ((1895–1976), ernannt 1962), Pfarrer im Ort und Träger des Bundesverdienstkreuzes 1. Klasse[24]
- Raimund Halter ((1945–2016), ernannt 1998), ehemaliger Bürgermeister der Gemeinde[25]
- Walter Batt ((1940–2023), ernannt 2015), Kommunalpolitiker (CDU) und Rektor der Schule in Grafenhausen[26]
- Hilmar Singler (ernannt 2021), Feuerwehrkommandant 1996–2021[27]

### Söhne und Töchter der Gemeinde
- Franz Joseph Richter (1801–1865), badischer Politiker, Freiheitskämpfer und Mitglied der Frankfurter Nationalversammlung
- Erhard Richter (1812–1865?), Bierbrauer und Freiheitskämpfer in Achern, Bruder von Franz Joseph Richter, mit dem er in die Vereinigten Staaten von Amerika emigrierte.[28]
- Ernst Stumpp (1897–1978), Ingenieur, Professor für Elektrotechnik in Magdeburg
- Albert Köbele (1909–1982), Genealoge und Heimatforscher.

### Persönlichkeiten mit Bezug zu Kappel-Grafenhausen
- Joseph Vitus Burg (1768–1833), römisch-katholischer Geistlicher und Bischof von Mainz, war von 1809 bis 1827 Pfarrer in Kappel am Rhein und von 1810 an Dekan des Landkapitels Ettenheim.
- Peter Anton Schleyer (1810–1862), Professor für Theologie und Geistlicher, war nach seiner Entlassung an der Universität Freiburg i.Br. Pfarrer in Kappel
- Michael Joseph Hennig (1836–1915), Dekan des Landkapitels Lahr und Zentrumsabgeordneter in der Zweiten Kammer der Badischen Ständeversammlung, war von 1890 bis zu seinem Tode katholischer Pfarrer in Kappel am Rhein.
- Emil Georg Bührle (1890–1956), Schweizer Industrieller, Kunstsammler und Mäzen, war Sohn des aus Kappel am Rhein stammenden Schuhmachers und späteren Finanzbeamten Josef Bührle und der Rosa Bührle, geb. Benz.
- Thomas Kaiser (* 1961), deutscher Naturfotograf, lebt im Ort.[29]
- Thomas Seitz (* 1967), deutscher Politiker (AfD), über die Landesliste Baden-Württemberg in den Bundestag eingezogen, wohnt in Grafenhausen.[30]
- Matthias Oomen (* 1981), deutscher Politiker (Bündnis 90/Die Grünen), Lobbyist, Journalist, wohnhaft in Berlin, wuchs nach eigenen Angaben[31] im Ort auf.